# Albatros G.III
L'Albatros G.III est un bombardier moyen bimoteur allemand de la Première Guerre mondiale.

## Albatros G.I
Si la firme Albatros Flugzeugwerke est surtout connue pour ses biplans monoplaces, elle a aussi construit en 1916 ce gros bombardier biplan équipé de 4 moteur Mercedes D I de 100 ch. Les performances étaient nettement insuffisantes.